# Franziska Cechal

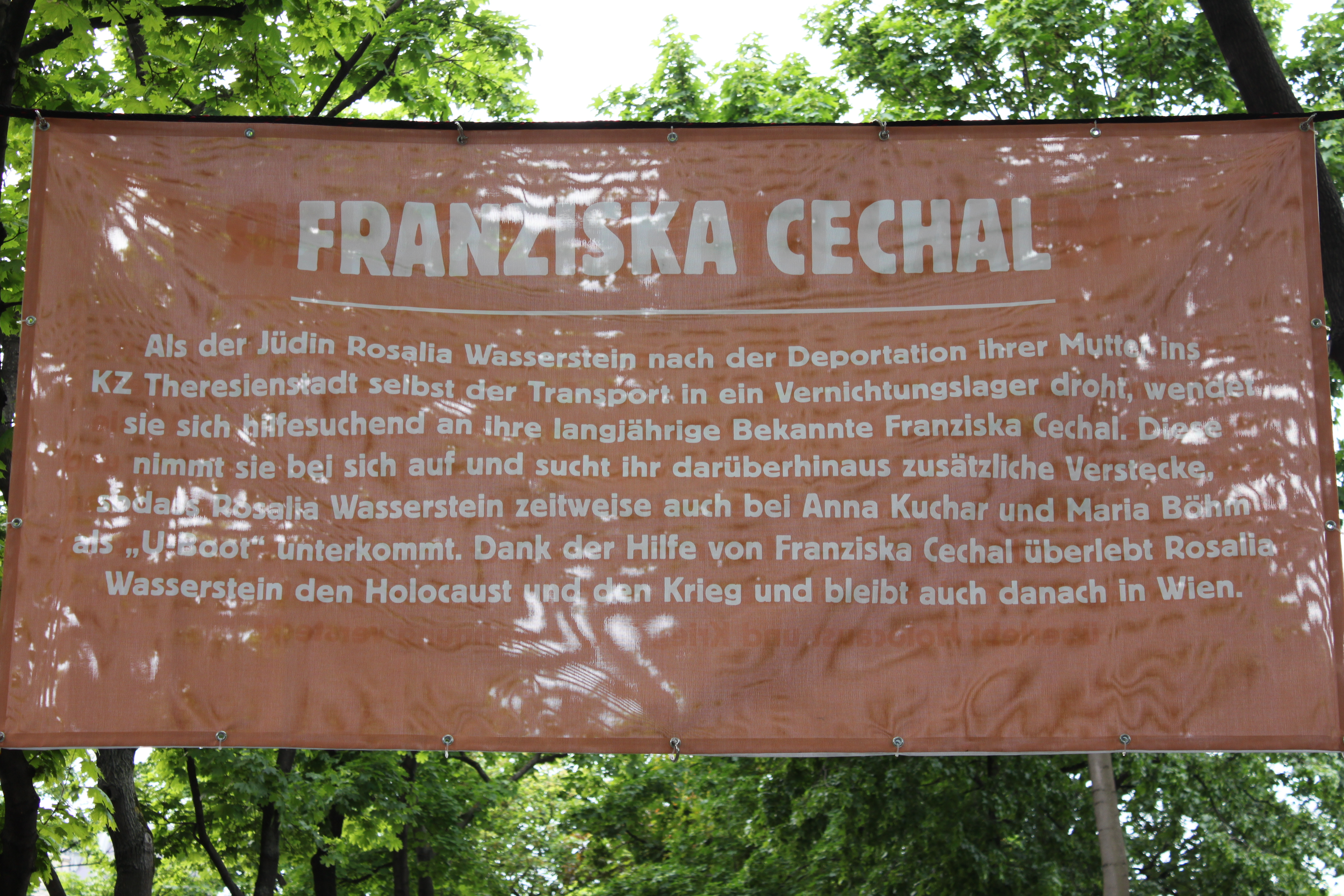
A Letter To The Stars, Aktion Allee der Gerechten in Wien (2011)

Die Wienerin Franziska Cechal (* 4. August 1909; † 24. Dezember 2002) war eine österreichische Gerechte unter den Völkern.
1942 versteckte sie die Jüdin Rosalia Istas in ihrer kleinen Wohnung in Wien.
Rosalias Mutter wurde kurz zuvor in das KZ Theresienstadt deportiert. Sie selbst sollte nach Polen verschickt werden. Dieser Anordnung folgte sie jedoch nicht.
Franziska Cechal wohnte mit ihrer vierjährigen Tochter in bescheidenen Verhältnissen, versorgte jedoch trotz ihrer Not Rosalia mit Nahrung und Kleidung. Sie wurde am Südwestfriedhof bestattet.
Da die Nachbarn Verdacht schöpften und häufige Razzien der SS eine Gefährdung Rosalia Istas darstellten, musste sie Rosalia gelegentlich bei ihren Freundinnen Anna Kuchar und Maria Böhm unterbringen.